# Kipsigi (peuple)
Pour les articles homonymes, voir Kipsigi.
Les Kipsigi sont une population d'Afrique de l'Est établie au Kenya. Ils font partie du groupe kalenjin.

## Ethnonymie
Selon les sources et le contexte, on observe quelques variantes : Kakesan, Kipsigis, Kipsikisi, Kipsikis, Kipsikissi, Lumbwa, Sikisi.
Ils s'auto-désignent par le nom de kɪpsɪkɪ́ːs ou kɪpsɪkɪːsyɛ́k, au singulier, kipsikisiːn ou kpsikisiːntet.

## Langues
Ils parlent le kipsigi, une langue kalenjin dont le nombre de locuteurs était d'environ 1 916 000 lors du recensement de 2009. Le swahili et l'anglais sont également utilisés.

### Discographie
- Pat Conte et Richard Nevins (dir.), The secret museum of mankind : Music of East Africa : Ethnic music classics : 1925-48, Yazoo, Shanachie, s. l., 1998 (enregistrement : 1925-1948), CD + livret (contient deux morceaux kipsigi : Chebokion kiyai et Haiya haiya ee!)